# العلاقات الجنوب سودانية الرومانية
العلاقات الجنوب سودانية الرومانية هي العلاقات الثنائية التي تجمع بين جنوب السودان ورومانيا.

## مقارنة بين البلدين
هذه مقارنة عامة ومرجعية للدولتين:
| وجه المقارنة                                              | جنوب السودان                  | رومانيا                                                                               |
| --------------------------------------------------------- | ----------------------------- | ------------------------------------------------------------------------------------- |
| المساحة (كم2)                                             | 619.75 ألف                    | 238.40 ألف                                                                            |
| عدد السكان (نسمة)                                         | 12.58 مليون                   | 19.59 مليون                                                                           |
| الكثافة السكانية (ن./كم²)                                 | 20.3                          | 82.17                                                                                 |
| العاصمة                                                   | جوبا                          | بوخارست                                                                               |
| اللغة الرسمية                                             | لغة إنجليزية                  | اللغة الرومانية                                                                       |
| العملة                                                    | جنيه جنوب سوداني، جنيه سوداني | ليو روماني                                                                            |
| الناتج المحلي الإجمالي (بليون دولار)                      | 2.90 مليار                    | 211.80 مليار                                                                          |
| الناتج المحلي الإجمالي (تعادل القوة الشرائية) بليون دولار | 22.88 مليار                   | 465.56 مليار                                                                          |
| الناتج المحلي الإجمالي الاسمي للفرد دولار أمريكي          | 73                            | 9.47 ألف                                                                              |
| الناتج المحلي الإجمالي للفرد دولار أمريكي                 | 2.02 ألف                      | 23.63 ألف                                                                             |
| مؤشر التنمية البشرية                                      | 0.467                         | 0.793                                                                                 |
| رمز المكالمات الدولي                                      | +211                          | +40                                                                                   |
| رمز الإنترنت                                              | .ss                           | .ro                                                                                   |
| المنطقة الزمنية                                           | ت ع م+03:00                   | ت ع م+02:00، ت ع م+03:00، أوروبا/بوخارست ‏، توقيت شرق أوروبا، توقيت شرق أوروبا الصيفي ‏ |

## منظمات دولية مشتركة
يشترك البلدان في عضوية مجموعة من المنظمات الدولية، منها:
| علم المنظمة | اسم المنظمة                               | تاريخ انضمام جنوب السودان | تاريخ انضمام رومانيا |
| ----------- | ----------------------------------------- | ------------------------- | -------------------- |
|             | مؤسسة التنمية الدولية                     | 18 أبريل 2012             | 12 أبريل 2014        |
|             | مؤسسة التمويل الدولية                     | 18 أبريل 2012             | 23 سبتمبر 1990       |
|             | الأمم المتحدة                             | 14 يوليو 2011             | 14 ديسمبر 1955       |
|             | الاتحاد الدولي للاتصالات                  | 3 أكتوبر 2011             | 9 فبراير 1866        |
|             | منظمة الشرطة الجنائية الدولية             | ?                         | ?                    |
|             | البنك الدولي للإنشاء والتعمير             | 18 أبريل 2012             | 15 ديسمبر 1972       |
|             | الاتحاد البريدي العالمي                   | ?                         | ?                    |
|             | المركز الدولي لتسوية المنازعات الاستشارية | 18 مايو 2012              | 12 أكتوبر 1975       |
|             | وكالة ضمان الاستثمار متعدد الأطراف        | 18 أبريل 2012             | 10 سبتمبر 1992       |
|             | يونسكو                                    | 27 أكتوبر 2011            | 27 يوليو 1956        |

## وصلات خارجية
- موقع وزارة الخارجية الجنوب سودانية
- موقع وزارة الخارجية الرومانية